# Список умерших в 1438 году
В этой статье представлен список известных людей, умерших в 1438 году.
См. также: Категория:Умершие в 1438 году

## Январь
- 19 января — Миклош II Сеченьи — богатый венгерский землевладелец и магнат.

## Февраль
- 21 февраля — Кавам ад-Дин Ширази — персидский архитектор, изобретатель конструкции купола на пересекающихся арках,.
- 22 февраля — Ованес Манук Хлатеци — армянский гусан — мученик Армянской Апостольской Церкви: убит по приказу местного правителя из-за отказа принять мусульманство.

## Апрель
- 24 апреля (6) — Фицалан, Хамфри, 15-й граф Арундел — английский аристократ, 15-й граф Арундел, 15-й барон Арундел, 5-й барон Мальтраверс, последний герцог Туренский во Франции с 1435 года.
- Юстингер, Конрад — швейцарский хронист, городской писарь, нотариус и летописец города Берна. Предполагаемый автор «Бернской хроники»

## Май
- 4 мая или 14 мая — Матильда Савойская — дочь Амадея, принца Ахея, курфюрстина-консорт Пфальца (1417—1436), жена курфюрста Пфальца Людвига III.
- 29 мая
  - Орсини, Джордано — итальянский католический деятель, архиепископ Неаполя (1400—1405). кардинал-священник титулярной церкви Санти-Сильвестро-э-Мартино-ай-Монти (титулярная церковь) (1405—1409), кардинал-священник титулярной церкви Сан-Лоренцо-ин-Дамазо (1409—1412), апостольский администратор Печа (1409—1410), кардинал-епископ ]Альбано (1412—1431), великий пенитенциарий (1415—1438), апостольский администратор Шартра (1419), апостольский легат Анконской марки (1419—1420), декан Коллегии кардиналов(1428—1438), кардинал-епископ Сабины (1431—1438), апостольский легат В Перудже и Умбрии (1431—1435), протоиерей Собора Святого Петра (1434—1438)
  - Фредерик Арагонский— 4-й и последний граф де Луна (1409—1430), 6-й сеньор де Сегорбе (1409—1416), а также сеньор де Вильялон-де-Кампос, Архонилья и Архона, претендент на арагонский королевский трон; умер в заключении.

## Июнь
- 2 июня — Ришар Бретонский — граф д’Этамп (1421—1438).
- 7 июня — Барсбей — мамлюкский султан Египта (1422—1438)

## Июль
- 2 июля — Эрнст — герцог Баварии-Мюнхен (1397—1438)

## Август
- 19 августа — Мария Французская (44) —  дочь короля Франции Карла VI, монахиня, приоресса монастыря в Пуасси; умерла от чумы.

## Сентябрь
- Елена Ольгердовна — дочь великого князя литовского Ольгерда. княгиня серпуховская (1371—1410), жена Владимира Андреевича Серпуховского.[1]

- 24 сентября — Жак II де Бурбон — граф де Ла Марш (1393—1435), граф Кастра (квк Жак I) (1403—1435), король-консорт Неаполитанского королевства (1415—1419), муж королевы Джованны II. В 1435 году ушёл в монастырь.
- Доротея Горянская — представительница венгерского дворянства, королева-консорт Боснии (1428—1438), жена боснийского короля Твртко II.

## Октябрь
- 29 октября — Якопо делла Кверча — итальянский скульптор переходной эпохи от Средневековья к раннему Возрождению флорентийской школы.
- 31 октября — Дуарте I — король Португалии (1433—1438); скончался от чумы..
- Анна Глостерская — английская аристократка, старшая дочь Томаса Вудстока, герцога Глостера, графиня Бекингем, Нортгемптон и Херефорд, леди Брекнок и Холдернесс[англ.] (с 1399 года). Дама ордена Подвязки с 1405 года.

## Ноябрь
- 14 ноября — Малатеста, Карло II — итальянский кондотьер, сеньор Пезаро, Градары, Сенигаллии, Фоссомброне и Чивитанова-Марке.

## Декабрь
- 1 декабря — Куркумас аш-Шабани  — военачальник и сановник мамлюкского султана аль-Ашрафа Барсбея. Главный камергер (хаджиб аль-худжаб) Мамлюкского султаната в 1426—1434 годах, наиб Халеба в 1434—1435 годах, претендент на мамлюкский престол в 1438 году. Казнён за мятеж против аз-Захира Джакмака,

## Дата неизвестна или требует уточнения
- Адай-хан — великий хан Монгольской империи из династии Северная Юань; убит в междоусобной борьбе.
- Али ибн Кара Юлук Осман — пятый бей государства Ак-Коюнлу (1435—1438).
- Андреас из Регенсбурга— средневековый немецкий хронист и теолог, монах-августинец, автор сочинений по истории Баварии, Священной Римской империи и гуситского движения. Возможно умер в 1442 или 1447 годах.
- Бучацкий, Михаил — польский государственный и военный деятель, староста галицкий (1414—1436), каштелян галицкий (1433—1437), староста каменецкий и перемышльский, чашник галицкий (с 1434 года), воевода подольский (1437—1438); погиб в битве с татарами под Краснополем..
- Виракоча — восьмой Сапа Инка Королевства Куско (1410—1438)
- Джованни даль Понте — итальянский живописец поздней, интернациональной готики и периода кватроченто эпохи Возрождения флорентийской школы.
- Зост, Якоб фон — немецкий хронист и теолог из Зоста, монах-доминиканец и служитель инквизиции, профессор Кёльнского университета, один из реформаторов и летописцев ордена братьев-проповедников.
- Кедруб Дже — один из главных учеников Цонкапы, создателя школы гелугпа, его первый биограф, третий Ганден Трипа, посмертно провозглашён Первым Панчен-ламой
- Кемпе, Марджери — английская духовная писательница-мистик периода позднего Средневековья, паломница, автор автобиографии. Дата смерти предположительна.
- Корнер, Герман —— германский хронист и богослов из Любека, монах-доминиканец, автор «Новой хроники».
- Нанг Кео Пхимпха (95) — правящая королева государства Лансанг в 1438 году; убита в междоусобной борьбе.
- Недзведзкий, Пётр — польский полководец и государственный деятель, надворный коронный маршалок в 1410—1419 годах, кравчий (1414—1423) и стольник (1433—1438) краковский.
- Рихенталь, Ульрих фон — немецкий хронист, автор иллюстрированной «Хроники Констанцского собора». Дата смерти предположительна.